# Кведлінбурзьке абатство
51°47′09″ пн. ш. 11°08′13″ сх. д. / 51.785944444444° пн. ш. 11.136805555556° сх. д.
Кведлінбурзьке абатство (нім. Stift Quedlinburg або Reichsstift Quedlinburg) — колишня резиденція світських каноніс у Кведлінбурзі на території сучасної землі Саксонія-Ангальт, Німеччина. 
 
Було засновано в 936 році з ініціативи святої Матильди, вдови східно-франкського короля Генріха Птахолова, як його меморіал. 

Багато століть абатство мало великий авторитет і вплив. 
Кведлінбурзьке абатство було імперським станом і одне з приблизно сорока самоврядних імператорських абатств Священної Римської імперії. 
Було ліквідовано в 1802/3. 
Церква, відома як Штіфтскірхе Ст. Зерфатіус, зараз використовується лютеранською євангельською церквою Німеччини.
Замок, абатство, церква та навколишні будівлі надзвичайно добре збереглися і є шедеврами романської архітектури. 
 
У результаті та через їхню історичну важливість у 1994 році будівлі були внесені до Списку світової спадщини ЮНЕСКО
.